# Astronesthes indicus
Astronesthes indicus es una especie de pez de la familia Stomiidae en el orden de los Stomiiformes.

## Morfología
• Los machos pueden llegar alcanzar los 21 cm de longitud total.
- Número de  vértebras: 43-46.[1][2]

## Alimentación
Come peces hueso y crustáceos.

## Hábitat
Es un pez de mar y de aguas profundas que vive entre 1-3.000 m de profundidad.

## Distribución geográfica
Se encuentra en el  Atlántico oriental (desde  Madeira hasta Sudáfrica el  Atlántico occidental (25 ° N -5 ° N); desde el África Oriental, el Golfo de Adén y la Bahía de Bengala hasta las Hawái, el Japón , y el noroeste de Australia las Filipinas; y el noroeste de Australia,  el Pacífico oriental (incluyendo las Islas Galápagos ) y el Mar de China Meridional.